# Donji Ranković
Donji Ranković (szerbül: Доњи Ранковић, 1955-ig Ранковић Српски), település Bosznia-Hercegovinában, a Szerb Köztársaságban, Teslić községben. 

## Fekvése
A település Bosznia-Hercegovina középső részének északi szélén, Dobojtól légvonalban 25, közúton 29 km-re nyugat-délnyugatra, községközpontjától légvonalban 4, közúton 5 km-re nyugatra, a Mala Usorától északra fekvő dombvidéken, 250-360 méteres magasságban található. 

## Népessége
| Nemzetiségi csoport | Népesség 1991 | Népesség 2013 |
| ------------------- | ------------- | ------------- |
| Szerb               | 713           | 866           |
| Bosnyák             | 187           | 63            |
| Horvát              | 5             | 8             |
| Jugoszláv           | 43            | 0             |
| Egyéb               | 15            | 8             |
| Összesen            | 963           | 945           |

## Története
Ranković település 1878-ig tartozott az Oszmán Birodalomhoz, ekkor a berlini kongresszus határozata alapján az Osztrák-Magyar Monarchia része lett. 1879-ben az első osztrák-magyar népszámlálás során a Tešanji járáshoz és Ranković községhez tartozó Ranković településnek 69 háztartása, 306 muszlim és 164 ortodox lakosa volt. 1910-ben a Tešanji járáshoz tartozó Rankovići településen 110 háztartást, 451 muszlim és 227 ortodox lakost találtak. A monarchia szétesésével 1918-ban előbb a Szerb-Horvát-Szlovén Királyság, majd 1929-től a Jugoszláv Királyság része lett. 1921-ben a Tešanji járáshoz tartozó Rankovići községnek 651 lakosa volt, közülük 421 muszlim és 230 ortodox szerb volt. Az 1929-es törvény értelmében, amikor Bosznia-Hercegovinát négy banovinára, Drinskára, Vrbaskára, Zetskára és Primorskára osztották, a település a Vrbaska banovina része lett, amelynek székhelye Banja Luka volt. 
Jugoszlávia megszállása után a Független Horvát Állam (NDH) része lett. A második világháború után 1992-ig a település a szocialista Jugoszlávia keretében a Bosznia-Hercegovinai Népköztársaság része volt. A boszniai háborút lezáró daytoni békeszerződés rendelkezése alapján az ország területét felosztották a Bosznia-hercegovinai Föderáció és a boszniai Szerb Köztársaság között. A háború utáni területmegosztáskor a Szerb Köztársaság területéhez és Teslić községhez csatolták.